# ФК Бристол роверси
ФК Бристол роверси (енгл. Bristol Rovers Football Club) професионални је енглески фудбалски клуб из Бристола, који тренутно игра у Првој фудбалској лиги Енглеске, трећем рангу такмичења. Клуб је основан 1883. Роверси играју своје домаће утакмице на Меморијалном стадиону у Хорфилду. Највећи ривал клуба је Бристол Сити са којим игра Бристолски дерби. 